# FIVB World Tour Finals de 2021
FIVB World Tour Finals de 2021 foi a 6ª edição da competição que reúne as melhores duplas do Circuito Mundial de Vôlei de Praia, em ambos os gêneros, inicialmente previsto para o período entre 8 a 12 de setembro, e em conformidade com as autoridades saniátias foi reprogramado para 6 a 10 de outubro de 2021 na cidade de Cagliari,com um total de 20 duplas

## Fórmula de disputa
A competição  reuniu por 10 duplas por gênero, destas, oito equipes qualificadas através do Ranking Mundial durante o período de 10 de setembro de 2019 até 18 de agosto de 2021, baseado nos pontos em eventos oficiais da federação, acrescidas de duas duplas convidadas. Em cada naipe são distribuídas proporcionalmente em dois grupos, A e B, onde todos se enfrentam, a dupla primeira colocada de cada grupo avançam diretamente às semifinais, já as segundas e terceiras colocadas de cada grupo, se enfrentam  na fase eliminatória, em sistema de eliminação simples (quartas de final), os vencedores, enfrentam os outros semifinais.Os vencedores da fase semifinal disputam a final e os perdedores definem o terceiro posto  .

## Local dos jogos
| Local            |
| ---------------- |
| Cagliari, Itália |
| Molo Sanità      |
| Capacidade: ?    |
|                  |

## Campeões
| Evento            | Ouro                       | Prata                              | Bronze                                    |
| Torneio masculino | Anders Mol Christian Sørum | Ondřej Perušič David Schweiner     | Steven van de Velde Christiaan Varenhorst |
| Torneio feminino  | Julia Sude Karla Borger    | Sarah Pavan Melissa Humana-Paredes | April Ross Alexandra Klineman             |

## Torneio Masculino

### Participantes
| Pos. | Dupla                                     | Qualificação    |
| ---- | ----------------------------------------- | --------------- |
| 1    | Paolo Nicolai – Daniele Lupo              | Ranking+Índices |
| 2    | Cherif Younousse – Ahmed Tijan            | Ranking+Índices |
| 3    | Anders Mol – Christian Sørum              | Ranking+Índices |
| 4    | Jake Gibb – Taylor Crabb                  | Ranking+Índices |
| 5    | Ondřej Perušič – David Schweiner          | Ranking+Índices |
| 6    | Alexander Brouwer – Robert Meeuwsen       | Ranking+Índices |
| 7    | Konstantin Semenov – Ilya Leshukov        | Ranking+Índices |
| 8    | Steven van de Velde-Christiaan Varenhorst | Ranking+Índices |
| 9    | Adrian Carambula – Enrico Rossi           | Convite         |
| 10   | Mārtiņš Pļaviņš – Edgars Točs             | Convite         |

### Fase classificatória
|  | Qualificados para a semifinal (primeira colocação)                  |
|  | Qualificados para as quartas de final (segunda e terceira posições) |
|  | Eliminados                                                          |

#### Grupo A
|     |                         |     | Jogos | Jogos | Jogos | Sets | Sets | Sets  | Pontos | Pontos | Pontos |
| Pos | Equipe                  | Pts | T     | V     | D     | V    | P    | R     | V      | P      | R      |
| --- | ----------------------- | --- | ----- | ----- | ----- | ---- | ---- | ----- | ------ | ------ | ------ |
| 1   | Perušič-Schweiner       | 8   | 4     | 4     | 0     | 8    | 1    | 8.000 | 195    | 157    | 1.242  |
| 2   | van de Velde-Varenhorst | 7   | 4     | 3     | 1     | 7    | 3    | 2.333 | 201    | 183    | 1.098  |
| 3   | Nicolai–Lupo            | 6   | 4     | 2     | 2     | 5    | 5    | 1.000 | 182    | 169    | 1.077  |
| 4   | Crabb–Gibb              | 5   | 4     | 1     | 3     | 3    | 6    | 0.500 | 149    | 179    | 0.832  |
| 5   | Pļaviņš–Točs            | 4   | 4     | 0     | 4     | 0    | 8    | 0.000 | 129    | 168    | 0.768  |

| 6 out | 11:30 | Perušič-Schweiner | 2-1 | van de Velde-Varenhorst | 27 - 25,27 - 29,15 - 10 | Relatório |
| 6 out | 12:30 | Crabb–Gibb        | 2-0 | Pļaviņš–Točs            | 21 - 19,21 - 16         | Relatório |
| 6 out | 20:30 | Crabb–Gibb        | 0-2 | Perušič-Schweiner       | 12 - 21,16 - 21         | Relatório |
| 6 out | 19:30 | Nicolai–Lupo      | 1-2 | van de Velde-Varenhorst | 21 - 10,14 - 21,15 - 17 | Relatório |
| 7 out | 13:30 | Crabb–Gibb        | 0-2 | van de Velde-Varenhorst | 24 - 26,10 - 21         | Relatório |
| 7 out | 14:30 | Nicolai–Lupo      | 2-0 | Pļaviņš–Točs            | 21 - 16, 21 - 18        | Relatório |
| 7 out | 22:30 | Pļaviņš–Točs      | 0-2 | Perušič-Schweiner       | 13 - 21, 17 - 21        | Relatório |
| 7 out | 21:30 | Nicolai–Lupo      | 2-1 | Crabb–Gibb              | 21 - 11,19 - 21,15 - 13 | Relatório |
| 8 out | 17:30 | Pļaviņš–Točs      | 0-2 | van de Velde-Varenhorst | 16 - 21,14 - 21         | Relatório |
| 8 out | 18:00 | Nicolai–Lupo      | 0-2 | Perušič-Schweiner       | 16 - 21,19 - 21         | Relatório |

#### Grupo B
|     |                  |     | Jogos | Jogos | Jogos | Sets | Sets | Sets  | Pontos | Pontos | Pontos |
| Pos | Equipe           | Pts | T     | V     | D     | V    | P    | R     | V      | P      | R      |
| --- | ---------------- | --- | ----- | ----- | ----- | ---- | ---- | ----- | ------ | ------ | ------ |
| 1   | Mol–Sørum        | 7   | 4     | 3     | 1     | 7    | 3    | 2.333 | 204    | 179    | 1.140  |
| 2   | Brouwer–Meeuwsen | 7   | 4     | 3     | 1     | 7    | 3    | 2.333 | 203    | 192    | 1.057  |
| 3   | Cherif–Tijan     | 6   | 4     | 2     | 2     | 5    | 5    | 1.000 | 182    | 170    | 1.071  |
| 4   | Rossi–Carambula  | 5   | 4     | 1     | 3     | 3    | 6    | 0.500 | 120    | 140    | 0.857  |
| 5   | Semenov–Leshukov | 5   | 4     | 1     | 3     | 2    | 7    | 0.286 | 105    | 175    | 0.600  |

| 6 out | 15:30 | Brouwer–Meeuwsen | 1-2 | Semenov–Leshukov | 21 - 17,17 - 21,11 - 15 | Relatório |
| 6 out | 21:30 | Cherif–Tijan     | 2-0 | Semenov–Leshukov | 21 - 14,21 - 8          | Relatório |
| 6 out | 16:30 | Mol–Sørum        | 2-0 | Rossi–Carambula  | 21 - 19,21 - 10         | Relatório |
| 7 out | 10:30 | Mol–Sørum        | 1-2 | Brouwer–Meeuwsen | 19 - 21,25 - 23,22 - 24 | Relatório |
| 7 out | 17:30 | Mol–Sørum        | 2-0 | Semenov–Leshukov | 21 - 16,21 - 14         | Relatório |
| 7 out | 18:30 | Cherif–Tijan     | 2-1 | Rossi–Carambula  | 16 - 21,23 - 21,15 - 10 | Relatório |
| 8 out | 13:00 | Rossi–Carambula  | 2-0 | Semenov–Leshukov | 21 - 0,21 - 0           | Relatório |
| 8 out | 14:00 | Cherif–Tijan     | 0-2 | Brouwer–Meeuwsen | 16 - 21,18 - 21         | Relatório |
| 8 out | 21:00 | Rossi–Carambula  | 0-2 | Brouwer–Meeuwsen | 18 - 21,21 - 23         | Relatório |
| 8 out | 22:00 | Cherif–Tijan     | 1-2 | Mol–Sørum        | 17 - 21,21 - 17,14 - 16 | Relatório |

## Fase eliminatória

### Quartas de final
| 9 out | 16:30 | Nicolai–Lupo            | 2-0 | Brouwer–Meeuwsen | 21-19,21-17        | Relatório |
| 9 out | 17:30 | van de Velde-Varenhorst | 2-1 | Cherif–Tijan     | 21-19, 15-21,16-14 | Relatório |

### Semifinais
| 9 out | 21:30 | Perušič-Schweiner       | 2-1 | Nicolai–Lupo | 17-21,21-19, 15-10 | Relatório |
| 9 out | 22:30 | van de Velde-Varenhorst | 1-2 | Mol–Sørum    | 21-16,18-21,13-15  | Relatório |

### Terceiro lugar
| 10 out | 19:00 | Nicolai–Lupo | 0-2 | van de Velde-Varenhorst | 21-23,17-21 | Relatório |

### Final
| 10 out | 22:00 | Perušič-Schweiner | 0-2 | Mol–Sørum | 20-22, 21-23 | Relatório |

## Classificação final
| Posição                           | Equipe                         | Pontuação   | Prêmio       |
| --------------------------------- | ------------------------------ | ----------- | ------------ |
| Medalha de ouro                   | } Anders Mol Christian Sørum   | 0           | $ 150,000.00 |
| Medalha de prata                  | Ondřej Perušič David Schweiner | 0           | $ 80,000.00  |
| Medalha de bronze                 | Steven van de Velde Varenhorst | 0           | $ 50,000.00  |
| 4                                 | Paolo Nicolai Daniele Lupo     | 0           | $ 35,000.00  |
| 5                                 |                                |             |              |
| Alexander Brouwer Robert Meeuwsen | 0                              | $ 20,000.00 |              |
| Cherif Younousse Ahmed Tijan      | 0                              | $ 20,000.00 |              |
| 7                                 |                                |             |              |
| Enrico Rossi Carambula            | 0                              | $ 15,000.00 |              |
| Jake Gibb Taylor Crabb            | 0                              | $ 15,000.00 |              |
| 9                                 |                                |             |              |
| Mārtiņš Pļaviņš Točs              | 0                              | $ 7,500.00  |              |
| Konstantin Semenov Ilya Leshukov  | 0                              | $ 7,500.00  |              |

## Torneio Feminino

### Participantes
| Pos. | Dupla                                    | Qualificação    |
| ---- | ---------------------------------------- | --------------- |
| 1    | Marta Menegatti – Valentina Gottardi     | Convite         |
| 2    | Ágatha Bednarczuk – Duda Lisboa          | Ranking+Índices |
| 3    | Kelly Claes – Sarah Sponcil              | Ranking+Índices |
| 4    | Nadezda Makroguzova – Svetlana Kholomina | Ranking+Índices |
| 5    | Nina Betschart – Tanja Hüberli           | Ranking+Índices |
| 6    | Sarah Pavan – Melissa Humana-Paredes     | Ranking+Índices |
| 7    | Sanne Keizer – Madelein Meppelink        | Ranking+Índices |
| 8    | Julia Sude – Karla Borger                | Ranking+Índices |
| 9    | Joana Heidrich – Anouk Vergé-Dépré       | Convite         |
| 10   | Alix Klineman – April Ross               | Ranking+Índices |

### Fase classificatória
|  | Qualificados para a semifinal (primeira colocação)                  |
|  | Qualificados para as quartas de final (segunda e terceira posições) |
|  | Eliminados                                                          |

#### Grupo A
|     |                       |     | Jogos | Jogos | Jogos | Sets | Sets | Sets  | Pontos | Pontos | Pontos |
| Pos | Equipe                | Pts | T     | V     | D     | V    | P    | R     | V      | P      | R      |
| --- | --------------------- | --- | ----- | ----- | ----- | ---- | ---- | ----- | ------ | ------ | ------ |
| 1   | Makroguzova–Kholomina | 8   | 4     | 4     | 0     | 8    | 1    | 8.000 | 192    | 164    | 1.171  |
| 2   | Klineman–Ross         | 6   | 4     | 2     | 2     | 6    | 4    | 1.500 | 187    | 180    | 1.039  |
| 3   | Sude–Borger           | 6   | 4     | 2     | 2     | 5    | 5    | 1.000 | 184    | 182    | 1.011  |
| 4   | Betschart–Hüberli     | 6   | 4     | 2     | 2     | 4    | 5    | 0.800 | 176    | 177    | 0.994  |
| 5   | Menegatti–Gottardi    | 4   | 4     | 0     | 4     | 0    | 8    | 0.000 | 133    | 169    | 0.787  |

| 6 out | 09:30 | Betschart–Hüberli     | 2-1 | Sude–Borger           | 16-21,26-24,15-12 | Relatório |
| 6 out | 10:30 | Makroguzova–Kholomina | 2-1 | Klineman–Ross         | 22-24,21-19,15-10 | Relatório |
| 6 out | 17:30 | Menegatti–Gottardi    | 0-2 | Betschart–Hüberli     | 16-21,14-21       | Relatório |
| 6 out | 18:30 | Klineman–Ross         | 1-2 | Sude–Borger           | 20-22,21-13,8-15  | Relatório |
| 7 out | 11:30 | Menegatti–Gottardi    | 0-2 | Klineman–Ross         | 17-21,20-22       | Relatório |
| 7 out | 12:30 | Makroguzova–Kholomina | 2-0 | Sude–Borger           | 23-21,21-14       | Relatório |
| 7 out | 19:30 | Menegatti–Gottardi    | 0-2 | Makroguzova–Kholomina | 19-21,15-21       | Relatório |
| 7 out | 20:30 | Klineman–Ross         | 2-0 | Betschart–Hüberli     | 21-18,21-17       | Relatório |
| 8 out | 16:00 | Menegatti–Gottardi    | 0-2 | Sude–Borger           | 18-21,14-21       | Relatório |
| 8 out | 17:30 | Makroguzova–Kholomina | 2-0 | Betschart–Hüberli     | 21 - 17,27-25     | Relatório |

#### Grupo B
|     |                      |     | Jogos | Jogos | Jogos | Sets | Sets | Sets  | Pontos | Pontos | Pontos |
| Pos | Equipe               | Pts | T     | V     | D     | V    | P    | R     | V      | P      | R      |
| --- | -------------------- | --- | ----- | ----- | ----- | ---- | ---- | ----- | ------ | ------ | ------ |
| 1   | Pavan–Humana-Paredes | 8   | 4     | 4     | 0     | 8    | 1    | 8.000 | 180    | 150    | 1.200  |
| 2   | Ágatha–Duda          | 7   | 4     | 3     | 1     | 6    | 4    | 1.500 | 196    | 184    | 1.065  |
| 3   | Claes–Sponcil        | 6   | 4     | 2     | 2     | 6    | 5    | 1.200 | 195    | 184    | 1.060  |
| 4   | Heidrich–Vergé-Dépré | 5   | 4     | 1     | 3     | 4    | 6    | 0.667 | 168    | 189    | 0.889  |
| 5   | Keizer–Meppelink     | 4   | 4     | 0     | 4     | 0    | 8    | 0.000 | 140    | 172    | 0.814  |

| 6 out | 13:30 | Pavan–Humana-Paredes | 2-0 | Keizer–Meppelink     | 21-17,25-23       | Relatório |
| 6 out | 14:30 | Claes–Sponcil        | 2-1 | Heidrich–Vergé-Dépré | 19-21,21-14,15-11 | Relatório |
| 6 out | 22:30 | Ágatha–Duda          | 0-2 | Pavan–Humana-Paredes | 18-21,20-22       | Relatório |
| 7 out | 09:30 | Heidrich–Vergé-Dépré | 2-0 | Keizer–Meppelink     | 21-19,21-14       | Relatório |
| 7 out | 15:30 | Claes–Sponcil        | 2-0 | Keizer–Meppelink     | 21-16,21-16       | Relatório |
| 7 out | 16:30 | Ágatha–Duda          | 2-1 | Heidrich–Vergé-Dépré | 21-18,23-25,15-11 | Relatório |
| 8 out | 11:30 | Ágatha–Duda          | 2-1 | Claes–Sponcil        | 21-23,21-16,15-13 | Relatório |
| 8 out | 12:00 | Heidrich–Vergé-Dépré | 0-2 | Pavan–Humana-Paredes | 15-21,11-21       | Relatório |
| 8 out | 19:00 | Ágatha–Duda          | 2-0 | Keizer–Meppelink     | 21-19,21-16       | Relatório |
| 8 out | 20:00 | Claes–Sponcil        | 1-2 | Pavan–Humana-Paredes | 21-13,14-21,11-15 | Relatório |

## Fase eliminatória

### Quartas de final
| 9 out | 14:30 | Klineman–Ross | 2-1 | Claes–Sponcil | 18-21,21-13,15-8  | Relatório |
| 9 out | 15:30 | Sude–Borger   | 2-1 | Ágatha–Duda   | 21-16,24-16,15-11 | Relatório |

### Semifinais
| 9 out | 19:30 | Klineman–Ross         | Pavan–Humana-Paredes | 15-21,12-21 | Relatório          |           |
| 9 out | 20:30 | Makroguzova–Kholomina | 1-2                  | Sude–Borger | 13-21,22-20, 11-15 | Relatório |

### Terceiro lugar
| 10 out | 18:00 | Makroguzova–Kholomina | 0-2 | Klineman–Ross | 8-21,17-21 | Relatório |

### Final
| 10 out | 20:30 | Sude–Borger | 2-0 | Pavan–Humana-Paredes | 21-13, 23-21 | Relatório |

## Classificação final
| Posição                            | Equipe                                 | Pontuação   | Prêmio       |
| ---------------------------------- | -------------------------------------- | ----------- | ------------ |
| Medalha de ouro                    | Julia Sude Karla Borger                | 0           | $ 150,000.00 |
| Medalha de prata                   | Sarah Pavan Melissa Humana-Paredes     | 0           | $ 80,000.00  |
| Medalha de bronze                  | Alix Klineman April Ross               | 0           | $ 50,000.00  |
| 4                                  | Nadezda Makroguzova Svetlana Kholomina | 0           | $ 35,000.00  |
| 5                                  |                                        |             |              |
| Ágatha Bednarczuk Duda Lisboa      | 0                                      | $ 20,000.00 |              |
| Kelly Claes Sarah Sponcil          | 0                                      | $ 20,000.00 |              |
| 7                                  |                                        |             |              |
| Nina Betschart Tanja Hüberli       | 0                                      | $ 15,000.00 |              |
| Joana Heidrich Anouk Vergé-Dépré   | 0                                      | $ 15,000.00 |              |
| 9                                  |                                        |             |              |
| Marta Menegatti Valentina Gottardi | 0                                      | $ 7,500.00  |              |
| Sanne Keizer Madelein Meppelink    | 0                                      | $ 7,500.00  |              |